# ماغنافوكس أوديسي 2
ماغنافوكس أوديسي 2 وهي وحدة تحكم في ألعاب الفيديو المنزلية من الجيل الثاني تم إصدارها في عام 1978. تم بيعها في أوروبا باسم فيليبس فيديوباك جي 7000 ، وفي البرازيل باسم فيليبس أوديسي كانت أوديسي2 واحدة من ثلاث وحدات تحكم منزلية رئيسية قبل انهيار سوق ألعاب الفيديو 1983 ، إلى جانب أتاري 2600 وإنتيليفيجن.
في أوائل السبعينيات من القرن الماضي ، كانت ماغنافوكس رائدة في صناعة ألعاب الفيديو المنزلية من خلال تقديم أول وحدة تحكم منزلية إلى السوق بنجاح ، وهي أوديسي ، والتي تبعتها بسرعة عدد من الموديلات اللاحقة ، كل منها يحتوي على بعض التحسينات التكنولوجية. في عام 1978 ، قررت ماغنافوكس وهي الآن شركة تابعة لشركة فيليبس في أمريكا الشمالية الإفراج عن خليفة جديد تمامًا أوديسي 2.
في عام 2009 ، أطلق موقع ألعاب الفيديو آي جي إن على موقع أوديسي 2 المرتبة 21 كأفضل وحدة تحكم لألعاب الفيديو ، من قائمة الـ 25.